# Górszczyzna
Górszczyzna – wieś w Polsce położona w województwie podlaskim, w powiecie kolneńskim, w gminie Kolno.
Wierni kościoła rzymskokatolickiego należą do parafii Parafia Najświętszego Serca Jezusowego w Koźle.

## Historia
W czasach zaborów w granicach Imperium Rosyjskiego. W latach 1921–1939 wieś leżała w województwie białostockim, w powiecie kolneńskim, w gminie Czerwone.
Według Powszechnego Spisu Ludności z 1921 roku we wsi mieszkało 75 osób w 13 budynkach. Miejscowość należała do parafii rzymskokatolickiej w Kolnie. Podlegała pod Sąd Grodzki w Kolnie i Okręgowy w Łomży; właściwy urząd pocztowy mieścił się w Kolnie.
W wyniku napaści ZSRR na Polskę we wrześniu 1939 miejscowość znalazła się pod okupacją sowiecką. 2 listopada została włączona do Białoruskiej SRR. 4 grudnia 1939 włączona do nowo utworzonego obwodu białostockiego. Od czerwca 1941 roku pod okupacją niemiecką. 22 lipca 1941 r. włączona w skład okręgu białostockiego III Rzeszy.
W latach 1975–1998 miejscowość administracyjnie należała do województwa łomżyńskiego.